# Harm den Boer
Harm den Boer (11 de abril de 1960 -) es un hispanista y bibliógrafo holandés.
Estudió en Leiden y en la Universidad Complutense de Madrid. Entre 1990 y 2005 enseñó como profesor titular de Literatura Española en la Universidad de Ámsterdam. Desde 2006 ocupa la cátedra de literatura iberorománica en la Universidad de Basilea. Su investigación se centra en la literatura del Siglo de Oro hispánico y en particular en la literatura, cultura e historia intelectual de los judíos y judeoconversos ibéricos. Hizo su tesis en la Universidad de Ámsterdam y la defendió en 1992, sobre la literatura hispanoportuguesa de los sefardíes de Ámsterdam durante los siglos XVII y XVIII, publicada posteriormente como volumen monográfico La literatura sefardí de Ámsterdam (Alcalá de Henares, 1995). Con Kenneth Brown ha publicado estudios y ediciones monográficas de los escritores sefardíes David del Valle Saldaña (1998) y Abraham Gómez Silveira (2000). En 2003 presentó la bibliografía Spanish and Portuguese Printing in the Northern Netherlands 1584-1825, resultado de un proyecto bibliográfico iniciado en 1981 que localiza y describe las ediciones en lengua española y portuguesa impresas en los Países Bajos del Norte sobre la base de ejemplares consultadas de primera mano en las principales bibliotecas del mundo. Desde 2004 dirige la colección Sephardic Editions (Leiden: IDC/Brill Publishers) que recoge en microficha los principales textos de la literatura sefardí occidental. Es autor de numerosos artículos sobre literatura y cultura de los judíos españoles y portugueses y de literatura hispánica del Siglo de Oro. Ha esclarecido, además, la biografía del gran escritor sefardí José Penso de la Vega.